# Luis Tuya
Luis Tuya (18 de septiembre de 1908 - 1938) fue un aviador uruguayo que participó de la Guerra del Chaco integrando la aviación guaraní y fue muerto en combate como parte de la escuadra republicana en la Guerra civil española.

## Biografía
Nació en el departamento de Soriano, siendo hijo de Luis Tuya y Leila Martínez. Estudió primero en el Colegio Uruguayo y posteriormente en los talleres Don Bosco. En 1928 obtuvo su título de piloto aviador y en 1929 la certificación como aviador civil. Ese mismo año emigró a Argentina.
En 1932 se alistó en la aviación paraguaya en el cuerpo "Guerrilleros de la muerte" teniendo una destacada participación en el que fue condecorado en agosto de 1936 con la "Cruz del Chaco" junto con Benito Sánchez Leyton, por apoyar a Paraguay en la Guerra del Chaco.
En 1936 se integró al ejército republicano español como aviador, donde fallecería en combate dos años después.